# Ministère de l'Éducation et du Développement de la petite enfance du Nouveau-Brunswick
Le Ministère de l'Éducation et du Développement de la petite enfance du Nouveau-Brunswick, créé en 1938, est responsable de l'éducation publique dans la province.

## Organisation
Le Nouveau-Brunswick étant la seule province bilingue au Canada, le Ministère de l'Éducation néo-brunswickois permet aux enfants de recevoir une éducation aussi bien en anglais qu'en français grâce à deux secteurs distincts.
La province est divisée en 14 districts scolaires, cinq francophones (32 353 élèves) et neuf anglophones (79 660 élèves), soit un total de 112 013 élèves (chiffres 2006).

## Liste des Ministres
| Dates                                 | Ministre            | Gouvernement        |
| ------------------------------------- | ------------------- | ------------------- |
| depuis le 2 novembre 2024             | Claire Johnson      | Susan Holt          |
| 13 octobre 2022 - 2 novembre 2024     | Bill Hogan          | Blaine Higgs        |
| 9 novembre 2018 - 12 octobre 2022     | Dominic Cardy       | Blaine Higgs        |
| 6 juin 2016 - 9 novembre 2018         | Brian Kenny         | Brian Gallant       |
| 7 octobre 2014 - 6 juin 2016          | Serge Rousselle     | Brian Gallant       |
| 23 septembre 2013 - 7 octobre 2014    | Marie-Claude Blais  | David Alward        |
| 27 septembre 2010 - 23 septembre 2013 | Jody Carr           | David Alward        |
| 22 juin 2009 - 27 septembre 2010      | Roland Haché        | Shawn Graham        |
| 3 octobre 2006 - 22 juin 2009         | Kelly Lamrock       | Shawn Graham        |
| 14 février 2006 - 3 octobre 2006      | Claude Williams     | Bernard Lord        |
| 27 juin 2003 - 14 février 2006        | Madeleine Dubé      | Bernard Lord        |
| 9 octobre 2001 - 27 juin 2003         | Dennis Furlong      | Bernard Lord        |
| 21 juin 1999 - 9 octobre 2001         | Elvy Robichaud      | Bernard Lord        |
| 14 mai 1998 - 21 juin 1999            | Bernard Richard     | Camille Thériault   |
| 6 février 1998 - 14 mai 1998          | Bernard Thériault   | Ray Frenette        |
| 13 octobre 1997 - 6 février 1998      | Bernard Richard     | Ray Frenette        |
| 23 juillet 1997 - 13 octobre 1997     | Bernard Richard     | Frank McKenna       |
| 26 septembre 1995 - 23 juillet 1997   | James Lockyer       | Frank McKenna       |
| 27 avril 1994 - 26 septembre 1995     | Vaughn Blaney       | Frank McKenna       |
| 9 octobre 1991 - 27 avril 1994        | Paul Duffie         | Frank McKenna       |
| 27 octobre 1987 - 8 octobre 1991      | Shirley Dysart      | Frank McKenna       |
| 3 octobre 1985 - 27 octobre 1987      | Jean-Pierre Ouellet | Richard Hatfield    |
| 30 octobre 1982 - 3 octobre 1985      | Clarence Cormier    | Richard Hatfield    |
| 20 décembre 1976 - 30 octobre 1982    | Charles Gallagher   | Richard Hatfield    |
| 3 décembre 1974 - 20 décembre 1976    | Gerald Merrithew    | Richard Hatfield    |
| 12 novembre 1970 - 3 décembre 1974    | Lorne McGuigan      | Richard Hatfield    |
| 5 avril 1966 - 12 novembre 1970       | W. W. Meldrum       | Louis Robichaud     |
| 8 juillet 1960 - 5 avril 1966         | Henry Irwin         | Louis Robichaud     |
| 8 octobre 1952 - 8 juillet 1960       | Claude Taylor       | Hugh John Flemming  |
| 2 novembre 1948 - 8 octobre 1952      | J. W. Brittain      | John Babbitt McNair |
| 13 mars 1940 - 2 novembre 1948        | C. H. Blakeny       | John Babbitt McNair |
| 10 janvier 1940 - 13 mars 1940        | C. H. Blakeny       | Allison Dysart      |
| 16 juillet 1938 - 10 janvier 1940     | A. P. Paterson      | Allison Dysart      |